# شاكر إسماعيل
شاكر إسماعيل هو لاعب كرة قدم عراقي سابق، لعب في خط الهجوم، لعب لنادي شركة نفط البصرة ونادي الميناء، ومثل المنتخب العراقي لكرة القدم في أول مشاركة خارجية له سنة 1951 في تركيا.
فاز مع بطولة الاتحاد العراقي لسنة 1949، وهي أول بطولة رسمية في تاريخ العراق بعد تأسيس الاتحاد العراقي لكرة القدم سنة 1948.

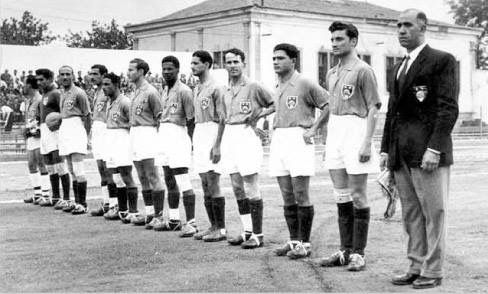
المنتخب العراقي لكرة القدم 1951
من اليمين:
ضياء حبيب، بيرسي لاينسديل، كريم علاوي، ناصر يوسف، شاكر إسماعيل، صالح فرج، سعيد يشوع مراد، حمة بشكة، جميل عباس، توما عبد الأحد، عادل كامل، ودود خليل جمعة